# Agilde
Agilde es una freguesia portuguesa del concelho de Celorico de Basto, con 9,87 km² de superficie y 1.294 habitantes (2001). Su densidad de población es de 131,1 hab/km².